# Brunnentalbach (Mittelbach)
Der Brunnentalbach ist ein über zwei Kilometer langer, nordwest- bis nordwärts laufender Bach in der Stadtteilgemarkung Hofen von Aalen im Ostalbkreis im nordöstlichen Baden-Württemberg, der am Albtrauf des Härtsfeldes entsteht und etwas nördlich von Oberalfingen von links in den dort noch kleineren Mittelbach mündet, dessen Länge und Einzugsgebiet bis dorthin deutlich unter den entsprechenden Größen des Brunnentalbaches liegen.
Teilweise und offenbar fälschlich wird der Bach in Biotopbeschreibungen u. Ä. auch als Mittelbach bezeichnet.

## Geographie

### Verlauf
Der Brunnentalbach entsteht an einer Brunnenstelle auf etwa 568 m ü. NHN, die etwa 1,6 km südöstlich des Dorfes Oberalfingen im Aalener Stadtteil Hofen im Auslaufbereich eines bewaldeten Kerbtales liegt, das sich bergwärts, abschnittsweise in Gestalt einer meist trockenen Schotterrinne, süd- und nach einer Gabelung auch südwestwärts längstenteils bis etwa 0,8 km weiter ins Härtsfeld hinein fortsetzt. Das gegabelte Tal ist von den Waldberghöhen des  Flexners (ca. 726 m ü. NHN) im Südwesten, der westwärts zum Bergsporn des Wasseralfinger Braunenberg ausläuft, des Marienbergs (ca. 720 m ü. NHN) im Südsüdosten und des Kieselbergs (ca. 683 m ü. NHN) im Osten umstanden, der Ursprung weiter talabwärts liegt erst im Gewann Buchhalde.
Das Gewässer fließt fast von Anfang an recht geradlinig nordwestwärts auf Oberalfingen zu und verlässt nach weniger als 200 Metern den Wald ins offene Brunnental, wo es an den Hängen dann von Baumreihen und Feldhecken begleitet ist. Etwa halben Weges auf den Ort zu überziehen sich die Hänge wieder teilweise mit Waldstücken. Schon nahe am Ortsrand auf etwas unter 500 m ü. NHN beginnt der ab nun etwa nordwärts ziehende Bachlauf sich zu schlängeln. Im Ort ist der Bach verdolt, bis er etwas östlich der Kirche und unterhalb der Burg Hohenalfingen am rechten Hang wieder ans Tageslicht tritt.
Linksseits zunächst weiterhin in losem Kontakt von neuerem Ortsgebiet begleitet, unterquert der Bach die aus Richtung Hofen im Südwesten kommende L 1029, die nahebei in die B 29 einmündet, dann gleich diese Bundesstraße selbst. Weniger als hundert Meter danach mündet er auf 460,2 m ü. NHN von links in den dort noch deutlich kürzeren Mittelbach, der etwas östlich der Burg im Härtsfeld-Vorland entsteht; gegenüber am Mittelbach-Hang liegt der kleine Hofener Weiler Goldshöfe.
Der Brunnentalbach mündet nach 2,4 km langem Lauf mit mittlerem Sohlgefälle von etwa 45 ‰ rund 108 Höhenmeter unterhalb seines Ursprungs an der Buchhalde.

### Einzugsgebiet
Der Brunnentalbach entwässert ein etwa 2,8 km² großes Gebiet, das fast zur Gänze in der Hofener Stadtteilgemarkung von Aalen liegt und nur mit einem kleinen Randzwickel im Osten in der Gemeindegemarkung von Westhausen; einziger Siedlungsplatz ist das größtenteils innerhalb liegende Hofener Dorf Oberalfingen. Naturräumlich gesehen liegt der etwas größere Südteil bis etwas hinein ins obere offene Brunnental im Unterraum des Nordwestlichen Härtsfeldes, der nördliche in den Goldshöfer Terrassenplatten des Härtsfeldvorlandes. Der mit 725,9 m ü. NHN höchste Punkt liegt auf dem Flexner auf der südlichen Wasserscheide.
Im Nordosten grenzt es an das obere Einzugsgebiet des aufnehmenden Mittelbachs, der von rechts zum oberen Kocher entwässert. Im Osten zieht der Egelsbach, im Südosten der Reichenbach von links zur oberen Jagst. Der höchste Wasserscheidenabschnitt im Süden grenzt im Südsüdosten an das Einzugsgebiet des Donau-Zuflusses Egau auf der verkarsteten Albhochfläche des Härtsfeldes, wo erst in einem guten Dutzend Kilometer Entfernung wieder ein Wasserlauf oberirdisch läuft; auf diesem Abschnitt zieht die Einzugsgebietsgrenze deshalb auf der Europäischen Hauptwasserscheide zwischen Nordsee diesseits und Schwarzem Meer jenseits. Im Südsüdwesten grenzt das Einzugsgebiet an das des Hirschbachs, der nun wieder zum oberen Kocher zieht, im Südwesten kurz an das Entwässerungsgebiet des gleich unterhalb von Wasseralfingen in den Kocher mündenden Eichelbergbachs, dann im Westen und Nordwesten länger an das des an der Aalen-Hofener Heimatsmühle ihm zufließenden Mühlbachs, ehe mündungsnah im Norden wieder direktes Einzugsgebiet des den Brunnentalbach aufnehmenden Kocher-Zuflusses Mittelbach liegt.

## Geologie
Im südlichen Teil des Einzugsgebietes liegen Schichten des Weißjuras bis hinauf zum Unteren Massenkalk, der im Bereich des Flexners seinerseits mit Feuersteinlehm und -schlufflehm jüngerer Genese überlagert ist. Selbst der deutlich nördlichere Bachursprung liegt noch im Hangschutt des Weißjuras. Nach dem Austritt aus dem Wald aber streichen bald Braunjura-Schichten am Hang aus, der Bach selbst fließt vor Oberalfingen lange in Schichthöhe von dessen Eisensandstein-Formation. Noch vor dem Ort löst diesen die Opalinuston-Formation ab, deren Ausstrich die Bachmulde bis nahe der Mündung begleitet.
Der Bach läuft fast von Anfang an in Schwemmland, das dann bis zur Mündung begleitende Auenlehmband beginnt in der Bachmulde schon vor Oberalfingen. Das Bachtal wird nahe dem Ursprung von einer von Westsüdwest nach Ostnordost ziehenden Störung gequert, deren Tiefscholle anscheinend im Nordnordwesten liegt, denn auf einem Abschnitt auf dem rechten Talsporn versetzt sie Lacunosamergel albseitig gegen Wohlgeschichteten Kalk vorlandseitig.
Nahe an diesem Abschnitt der Störung gibt es einen aufgelassenen Steinbruch in der Wohlgeschichteten-Kalk-Formation, ein anderes Geotop in einer rechten Waldklinge bei Oberalfingen schließt den Eisensandstein auf.

## Natur und Schutzgebiete
Im bewaldeten oberen Bereich des Bachtales steht auf dem Talgrund ein Ahorn-Eschenwald, der teils schluchtartig abfallende Hang darüber ist größtenteils mit Buchen bewachsen. In den beiden Talzweigen im oberen Bereich gibt es teilweise gar kein Bachbett, weiter abwärts zieht sich ein schotterreicher, bis etwa meterbreiter Graben auf dem Grund, der meist nur unterhalb der Brunnenstelle Wasser führt.
Im offenen Teil des Brunnentals wenig abwärts von dieser ist der Bach auf langem Abschnitt begradigt worden, er fließt dort auf der Tiefenlinie des Tales mit ansehnlichem Gefälle nordwestwärts auf Oberalfingen zu, zwar ohne Mäander, aber er stürzt dabei teilweise über kleine Fälle, Bachwurzeln, hat kleine Bachschnellen und zeigt somit Anzeichen einer Entwicklung zu einem naturnäheren Zustand. Im oberen Bereich liegen im bis meterbreiten Bachbett teilweise fein übersinterte Steine, das Bachbett liegt unter einer etwa 40° steilen Böschung bis zu vier Meter tief. Baum- und Strauchbewuchs am Ufer sind dort rar.
Dieses Bild ändert sich wenig vor Oberalfingen, dort beginnt der Bach zu mäandrieren, eine Galerie aus Uferbäumen, darunter Weidenbäume aus Stockausschlägen, begleitet nun den Lauf, der abschnittsweise fast gefällelos ist und hie und da Schwemmgut abgelagert hat. Durch den Ort selbst jedoch, wo er verdolt meist unter einer Straße geführt wird, setzten die Begleitgehölze aus und treten dann erst wieder am unteren Ortsrand nahe der Kirche des Dorfes auf, ab wo der nun wieder offene Bach lange nahe diesem mit kleinen Richtungswechseln weiterläuft.
Der Talgrund außerhalb des Oberalfinger Siedlungsbereiches und untere Hangteile dort gehören größtenteils zum Albtrauf zwischen Unterkochen und Baiershofen genannten Landschaftsschutzgebiet. Über dem Brunnen-Ursprung an der Buchhalde und nochmals etwa halben Wegs nach Oberalfingen im offenen Brunnental sind am linken Hang jeweils zwei kleine Wasserschutzgebiete eingerichtet.

### LUBW
Amtliche Online-Gewässerkarte mit passendem Ausschnitt und den hier benutzten Layern: Lauf und Einzugsgebiet des Brunnentalbachs

Allgemeiner Einstieg ohne Voreinstellungen und Layer: Daten- und Kartendienst der Landesanstalt für Umwelt Baden-Württemberg (LUBW) (Hinweise)
1. 1 2  Höhe nach dem Höhenlinienbild auf dem Hintergrundlayer Topographische Karte.
2. 1 2  Höhe nach grauer Beschriftung auf dem Hintergrundlayer Topographische Karte.
3. ↑  Länge nach dem Layer Gewässernetz (AWGN).
4. ↑  Einzugsgebiet abgemessen auf dem Hintergrundlayer Topographische Karte.
5. ↑  Schutzgebiete nach den einschlägigen Layern, Natur teilweise nach dem Layer Biotop.

### Andere Belege
1. ↑  Hansjörg Dongus: Geographische Landesaufnahme: Die naturräumlichen Einheiten auf Blatt 171 Göppingen. Bundesanstalt für Landeskunde, Bad Godesberg 1961. → Online-Karte (PDF; 4,3 MB)
2. ↑  Geologie nach den Layern zu Geologische Karte 1:50.000 auf: Mapserver des Landesamtes für Geologie, Rohstoffe und Bergbau (LGRB) (Hinweise)